# Cyr Plantation
Cyr Plantation ist eine Plantation im Aroostook County des Bundesstaates Maine in den Vereinigten Staaten. Im Jahr 2020 lebten dort 78 Einwohner in 47 Haushalten auf einer Fläche von 99,3 km².

## Geographie
Nach dem United States Census Bureau hat Cyr Plantation eine Gesamtfläche von 99,3 km², die komplett als Landfläche besteht.

### Geographische Lage
Cyr befindet sich im Norden des Aroostook Countys, nahe der Grenze zu Kanada und dem Saint John River. Mehrere kleinere Flüsse durchziehen das Gebiet der Plantation, auf dem auch mehrere kleine Seen liegen. Die Oberfläche des Gebietes ist leicht hügelig, die höchste Erhebung ist der 308 m hohe Moose Hill.

### Nachbargemeinden
Alle Entfernungen sind als Luftlinien zwischen den offiziellen Koordinaten der Orte aus der Volkszählung 2010 angegeben.
- Norden: Van Buren, 17,7 km
- Osten: Hamlin, 3,6 km
- Süden: Unorganized Territory Connor, 14,6 km
- Westen: Stockholm, 13,1 km

### Klima
Die mittlere Durchschnittstemperatur in Cyr Plantation liegt zwischen −11,7 °C (11° Fahrenheit) im Januar und 18,3 °C (65° Fahrenheit) im Juli. Damit ist der Ort gegenüber dem langjährigen Mittel der USA um etwa 10 Grad kühler. Die Schneefälle zwischen Oktober und Mai liegen mit über fünfeinhalb Metern knapp doppelt so hoch wie die mittlere Schneehöhe in den USA, die tägliche Sonnenscheindauer liegt am unteren Rand des Wertespektrums der USA.

## Geschichte
Cyr wurde 1824 besiedelt. Offiziell anerkannt und in Cyr benannt wurde die Plantation am 12. März 1870, zuvor war sie als Township L R2 bekannt. Sie wurde bereits im Jahr 1857 organisiert, damit die Bevölkerung das Wahlrecht bekommen konnte. In den 1880ern hatte die Ortschaft mehr als 500 Einwohner und es gab vier öffentliche Schulen.
Die Governor Brann School wurde 1993 ins National Register of Historic Places aufgenommen. In diesem historischen Gebäude finden in den wärmeren Monaten die Gemeindeversammlungen der Cyr Plantation statt. Um Heizkosten zu sparen, werden diese im Winter in Van Buren abgehalten.
Heute ist Cyr eng mit der Town Van Buren verbunden und wird teilweise als Vorort von Van Buren angesehen.

### Einwohnerentwicklung
| Volkszählungsergebnisse – Plantation of Cyr, Maine | Volkszählungsergebnisse – Plantation of Cyr, Maine | Volkszählungsergebnisse – Plantation of Cyr, Maine | Volkszählungsergebnisse – Plantation of Cyr, Maine | Volkszählungsergebnisse – Plantation of Cyr, Maine | Volkszählungsergebnisse – Plantation of Cyr, Maine | Volkszählungsergebnisse – Plantation of Cyr, Maine | Volkszählungsergebnisse – Plantation of Cyr, Maine | Volkszählungsergebnisse – Plantation of Cyr, Maine | Volkszählungsergebnisse – Plantation of Cyr, Maine | Volkszählungsergebnisse – Plantation of Cyr, Maine |
| Jahr                                               | 1800                                               | 1810                                               | 1820                                               | 1830                                               | 1840                                               | 1850                                               | 1860                                               | 1870                                               | 1880                                               | 1890                                               |
| -------------------------------------------------- | -------------------------------------------------- | -------------------------------------------------- | -------------------------------------------------- | -------------------------------------------------- | -------------------------------------------------- | -------------------------------------------------- | -------------------------------------------------- | -------------------------------------------------- | -------------------------------------------------- | -------------------------------------------------- |
| Einwohner                                          |                                                    |                                                    |                                                    |                                                    |                                                    |                                                    |                                                    | 376                                                | 558                                                | 429                                                |
| Jahr                                               | 1900                                               | 1910                                               | 1920                                               | 1930                                               | 1940                                               | 1950                                               | 1960                                               | 1970                                               | 1980                                               | 1990                                               |
| Einwohner                                          | 502                                                | 531                                                | 479                                                | 521                                                | 433                                                | 256                                                | 233                                                | 155                                                | 147                                                | 142                                                |
| Jahr                                               | 2000                                               | 2010                                               | 2020                                               | 2030                                               | 2040                                               | 2050                                               | 2060                                               | 2070                                               | 2080                                               | 2090                                               |
| Einwohner                                          | 117                                                | 103                                                | 78                                                 |                                                    |                                                    |                                                    |                                                    |                                                    |                                                    |                                                    |

## Wirtschaft und Infrastruktur

### Verkehr
Die Plantation liegt an dem U.S. Highway 1 der die Plantation in nördlicher Richtung mit Van Buren und in südlicher Richtung mit Caribou verbindet.

### Öffentliche Einrichtungen
Cyr Plantation besitzt keine eigene Bücherei. Die nächstgelegene ist die Abel J. Morneault Memorial Library in Van Buren.
Es gibt kein Krankenhaus oder Medizinische Einrichtung in Cyr Plantation. Das nächstgelegene Krankenhaus für Cyr Plantation und die Region befindet sich in Van Buren.

### Bildung
Cyr Plantation gehört mit Van Buren und Hamlin zum Maine School Administrative District No. 24.
Im Schulbezirk werden den Schulkindern mehrere Schulen angeboten:
- Van Buren District Elementary School in Van Buren
- Van Buren District Secondary School in Van Buren